# Obsjtina Chaskovo
Obsjtina Chaskovo (bulgariska: Община Хасково) är en kommun i Bulgarien.   Den ligger i regionen Chaskovo, i den centrala delen av landet, 210 km öster om huvudstaden Sofia.
Obsjtina Chaskovo delas in i:
- Aleksandrovo
- Brjagovo
- Vojvodovo
- Văglarovo
- Garvanovo
- Golemantsi
- Gălăbets
- Dinevo
- Dolno Vojvodino
- Dolno Golemantsi
- Elena
- Zornitsa
- Klokotnitsa
- Knizjovnik
- Kozlets
- Konusj
- Koren
- Krivo pole
- Malevo
- Mandra
- Maslinovo
- Nova Nadezjda
- Orlovo
- Stambolijski
- Teketo
- Trakiets
- Uzundzjovo
- Sjiroka poljana

Följande samhällen finns i Obsjtina Chaskovo:
- Chaskovo

Trakten runt Obsjtina Chaskovo består till största delen av jordbruksmark. Runt Obsjtina Chaskovo är det ganska tätbefolkat, med 129 invånare per kvadratkilometer.